# Illusions fatales
 (juillet 2025).
Pour plus de détails, voir Fiche technique et Distribution.

Illusions fatales est un court métrage français réalisé par Patrick Malakian, sorti en 1994.

## Synopsis
Émilie pense que Sandra est la maîtresse de son mari. Elle la suit et la tue, en essayant de maquiller le crime en suicide. Mais ses illusions lui seront fatales.

## Fiche technique
- Titre : Illusions fatales
- Réalisation : Patrick Malakian
- Scénario : Patrick Malakian et Laurent Tiphaine
- Photographie : Régis Blondeau
- Son : Jean-Charles Dubois
- Décors : Corinde Méry
- Montage : Jacques Bonnot
- Musique : Jean-Marie Leau
- Société de production : Horizon Productions
- Pays :  France
- Durée : 8 minutes
- Date de sortie : 1994 (présentation au festival Cinémed de Montpellier)[1]

## Distribution
- Brigitte Lahaie
- Élise Tielrooy